# Albert Carsten Nordlander
Albert Carsten Nordlander (även Bert Carsten) född 22 november 1905 i Sundsvall, Västernorrlands län, död 24 december 1989 i Farsta, Stockholm, var en svensk fritidskompositör av populärmusik, till vardags tjänsteman i Tullverket. 
Hans första framgång kom 1927 med kupletten ”Tacka vet jag gubben far”, skriven för en Ernst Rolf-revy. Med Sven-Olof Sandbergs insjungning av valsen ”När bröllopsklockor ringa” 1929 steg han ”upp som en komet på schlagerhimlen”. Nordlander är gravsatt i minneslunden på Skogskyrkogården i Stockholm.